# Claudi
|  | Per a altres significats, vegeu «Claudi (desambiguació)». |

Claudi (llatí: Tiberius Claudius Caesar Augustus Germanicus)  (Lugdúnum, 1 d'agost de 10 aC - Roma, 13 d'octubre de 54 dC) nascut Tiberi Claudi Drus i més tard conegut com a Tiberi Claudi Neró Germànic, va ser el quart emperador romà. El seu regnat començà el 24 de gener del 41 i finalitzà el 54. Pertanyia a la dinastia julioclàudia, formada pels familiars i hereus directes d'August, el fundador de l'imperi.

## Biografia

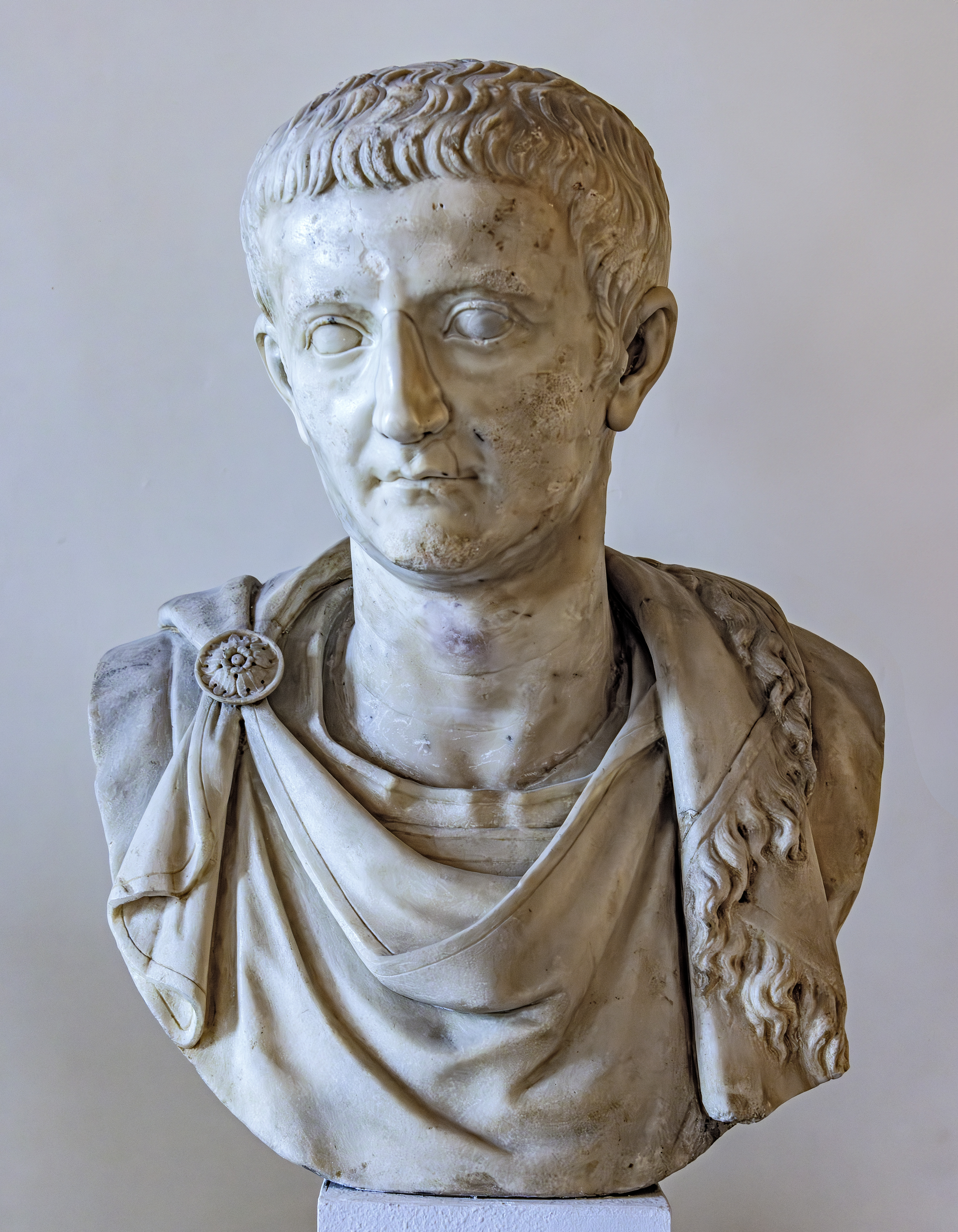
L'emperador Tiberi

Claudi va néixer l'1 d'agost del 10 aC a Lugdúnum -l'actual Lió- a la Gàl·lia, el mateix dia en què es dedicava un altar a l'emperador August; el nom complet del nounat era Tiberi Claudi Drus.
Els seus pares eren Neró Claudi Drus, germà de Tiberi, el qual, l'any 14, succeiria August com a emperador, i Antònia la Jove; els seus germans majors eren Germànic i Livil·la; per part d'Antònia, Claudi era net de Marc Antoni i d'Octàvia, germana d'August. Els seus avis paterns eren Lívia Drusil·la i Tiberi Claudi Neró. Ara bé, Lívia s'havia divorciat de Tiberi Claudi Neró per casar-se amb August, i potser per això, un cop esdevingut emperador, Claudi va difondre el rumor que en realitat Drus, el seu pare, era fill d'August.
L'any 9 aC, quan Claudi tenia només un any, Drus va morir sobtadament, potser de resultes d'una ferida; llavors, Antònia, que no va tornar a casar-se mai, es va fer càrrec de l'educació dels seus fills. Ja des de la seva infantesa, Claudi va mostrar uns problemes de psicomotricitat i un notable tartamudeig, descrits per l'historiador Suetoni, que el feien semblar idiota; per això, ja des de petit, Claudi va patir el rebuig de la seva família: la seva mare l'anomenava monstre i el posava com a exemple de subnormalitat, mentre que Lívia evitava ser vista amb ell. El seu tutor va ser un antic domador de mules que no tenia cap altra missió que inculcar-li disciplina, ningú no esperava res de Claudi perquè tothom el considerava un inútil.
Tanmateix, quan va arribar a l'adolescència, les disfuncions psicomotrius de Claudi van semblar que remetien i la seva família va saber que el noi tenia interès pels estudis. Per això, l'any 7, l'historiador Titus Livi i Sulpici Flau van ser nomenats mestres de Claudi, el qual va passar molt de temps amb Sulpici i amb el filòsof Atenodor Cananita. Segons sembla, August va quedar meravellat per la claredat de l'oratòria de Claudi.
L'interès de Claudi per la història el va dur a escriure un llibre sobre les guerres civils que havia patit Roma al segle I aC; l'obra de Claudi va resultar massa realista i massa crítica amb August, cosa que alguns atribuïren al fet que, en realitat, Claudi fos net de Marc Antoni. La seva mare i la seva àvia li ordenaren deixar estar l'obra i la van considerar una prova de què Claudi no estava preparat per a una carrera política. Després, quan va reprendre la narració, Claudi va evitar el tema de les guerres civils del segon triumvirat, però el mal ja estava fet.
A la mort d'August, esdevinguda l'any 14, Claudi ja tenia vint-i-tres anys; per això, va demanar al nou emperador, el seu oncle Tiberi, de poder ingressar al cursus honorum per poder començar d'aquesta manera la seva carrera política. Tiberi només li va concedir el dret d'usar ornaments consulars, però va rebutjar les seves peticions d'ocupar un càrrec. Aleshores, a Claudi no li va quedar més remei que retirar-se a la vida privada i dedicar-se als seus llibres d'història. D'ací que, a diferència dels altres membres de la família imperial, Claudi no arribés a ocupar mai cap càrrec ni polític ni militar.
Malgrat el menyspreu que rebia de la seva família, el públic en general respectava Claudi; així, a la mort d'August, els equites (cavallers) van elegir-lo per encapçalar la seva delegació. Quan casa seva va ser destruïda per un incendi, el senat va ordenar reconstruir-la a càrrec de l'erari públic, fins i tot va demanar que Claudi fos nomenat senador. Tanmateix, Tiberi va revocar aquestes dues mocions. Quan va morir Drus, fill de Tiberi, alguns proposaren Claudi com un possible hereu; ara bé, com que aleshores el poder del pretorià Sejà estava al seu cim, Claudi va estimar-se més deixar de banda aquesta possibilitat per evitar així ser una més de les víctimes del terror de Sejà.
Després de mort Tiberi, el nou emperador, Calígula, va nomenar Claudi el seu col·lega de consolat l'any 37, per tal de venerar la memòria del seu pare, Germànic, germà de Claudi. Ara bé, aviat Calígula va començar a turmentar el seu oncle tot ridiculitzant-lo davant del senat, exigint-li grans quantitats de diners i escarnint-lo en les seves celebracions.

### Accés al tron

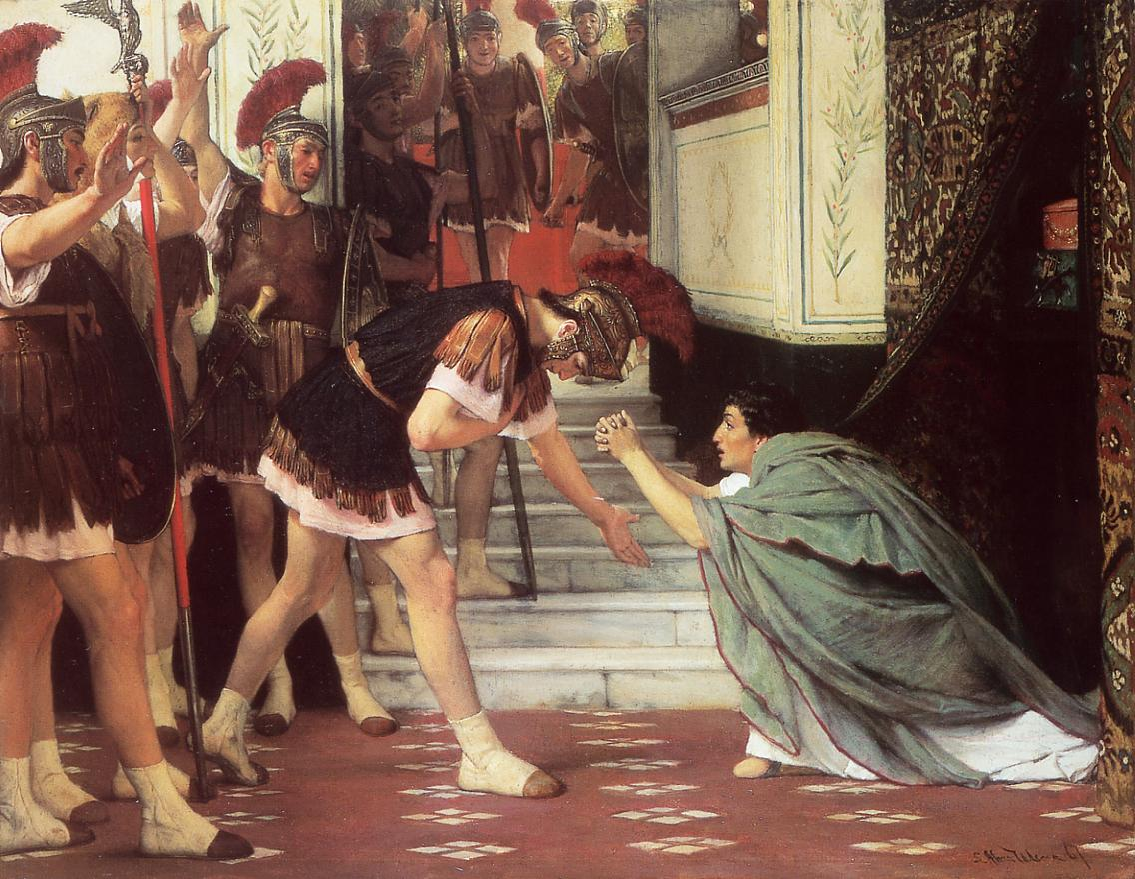
Proclamació de Claudi emperador, obra de Lawrence Alma-Tadema, 1867

Després de quatre anys de regnat de terror i de mostrar símptomes clars de bogeria, l'emperador Calígula va ser assassinat l'any 41, a conseqüència d'una conspiració ordida pel cap dels pretorians Cassi Querea i bastants senadors.
Un cop es va difondre la notícia de la mort de Calígula, un grup de pretorians va trobar Claudi amagat en un racó del palau i se l'endugueren al campament dels pretorians, on el van proclamar emperador. Potser la proclamació de Claudi obeïa a un pla concebut pels conspiradors que havien assassinat Calígula, però, tot i així, no sembla gaire probable que Claudi mateix s'hagués implicat en la conxorxa. Per la seva banda, el senat havia començat a discutir sobre quin govern calia establir, mentre que uns quants, molt pocs, proposaven el restabliment de la República Romana, la majoria començà a proposar candidats a emperador. En saber la notícia de la proclamació de Claudi pels pretorians, els senadors demanaren que Claudi comparegués davant seu per decidir si l'aprovaven o no, ara bé, aquest, intuint el perill, va negar-s'hi.
Al final, però, el senat va haver de claudicar i acceptar Claudi com a emperador, el qual, en agraïment, va perdonar gairebé tots els assassins de Calígula, excepte Cassi Querea, a qui va fer executar segurament perquè a més d'haver mort Calígula també havia mort la seva dona i la seva filla de quatre anys.
Alguns historiadors, com ara Flavi Josep, afirmen que, en aquells moments, Claudi va actuar sempre sota el consell del rei de Judea Herodes Agripa I, tot i que, una altra versió posterior dels fets donada pel mateix Flavi Josep minva el protagonisme d'Herodes Agripa en aquells successos, per això, no hi ha manera de conèixer la seva participació en els fets.
Per tal de legitimar-se com a emperador davant de possibles rivals, Claudi va adoptar com a cognomen el nom de Cèsar, que encara resultava força atractiu entre el poble, i abandonà el cognom Neró, que havia pres en esdevenir el pater familias dels Claudii Nerones després que Germànic fos adoptat. Malgrat no haver estat adoptat mai per August, Claudi considerà que com a net d'Octàvia tenia dret al cognom Cèsar. També adoptà el nom August, tal com ho havien fet els dos anteriors emperadors en accedir al tron. Va mantenir el nom Germànic per remarcar la seva relació amb el seu germà, considerat un heroi de guerra, com també va deïficar Lívia, esposa d'August, divinitzat després de la seva mort. Sovint, Claudi usava el títol de fill de Drus per a beneficiar-se de la reputació del seu pare.

### Expansió de l'imperi

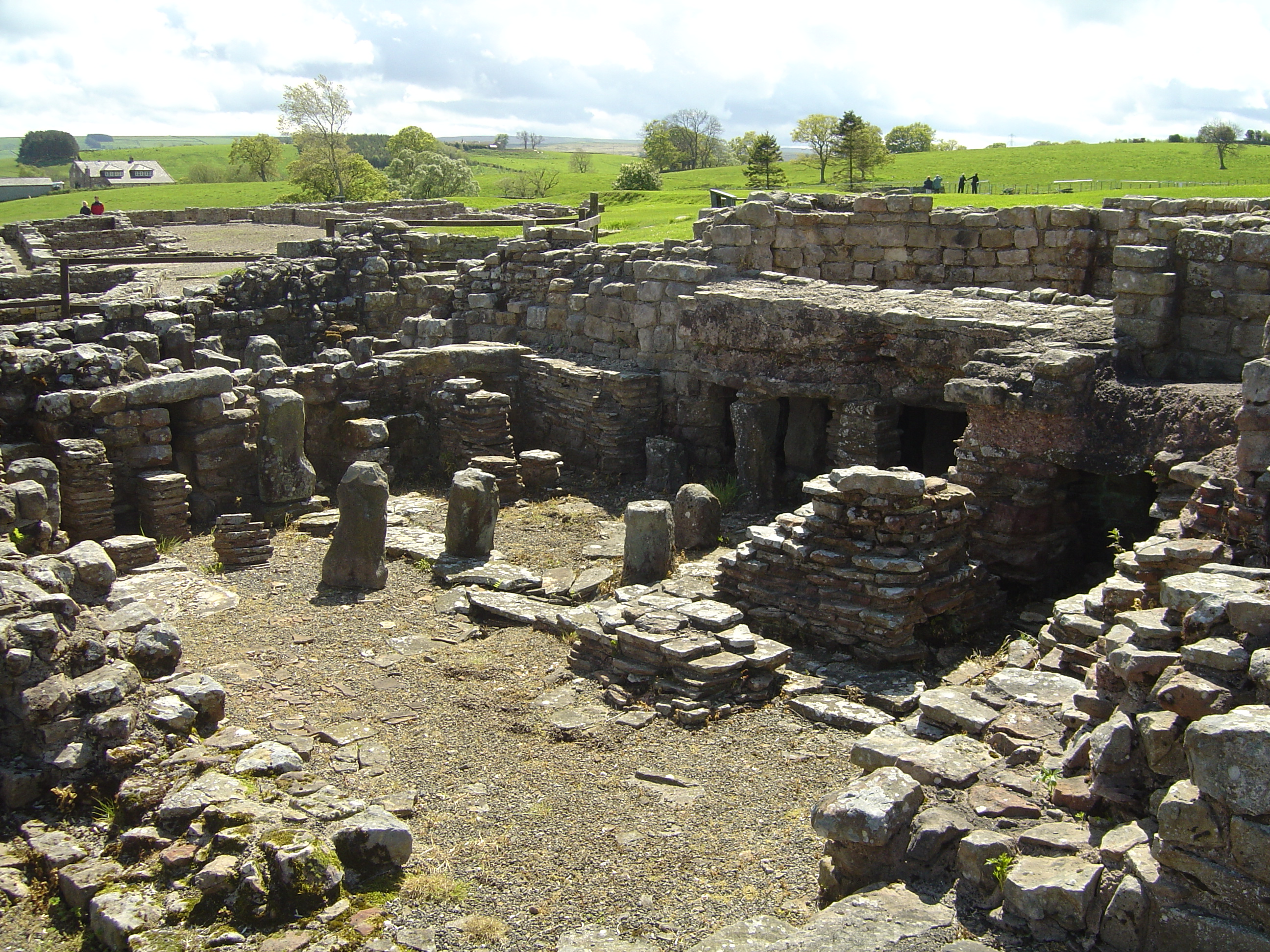
Ruïnes romanes de Vindolanda, Anglaterra

Sota Claudi, l'imperi va experimentar la primera expansió després de la fi del regnat d'August, ja que es va dur a terme l'annexió de les províncies de Tràcia, Mauritània, Nòric, Pamfília, Lícia i Judea. Ara bé, la principal conquesta de Claudi va ser Britànnia.
L'any 43, Claudi va enviar Aule Plauci amb quatre legions cap a Britànnia en resposta a la crida feta per un cabdill tribal aliat de Roma que havia estat deposat. Britànnia era un objectiu de conquesta tant per les seves riqueses en mines i esclaus com pel fet que resultava un refugi segur per als rebels del nord de la Gàl·lia.
Després de les primers accions, Claudi viatjà a Britànnia amb nous reforços, especialment un regiment d'elefants, que atemorí els britànics, amb el qual conquerí Camulodunum. Va marxar al cap de setze dies, però va passar-se una temporada a províncies. El senat li va concedir un triomf per la seva victòria, amb uns honors reservats als membres de la família imperial. A Claudi, li va ser concedit el sobrenom de Britànic, que acceptà només per al seu fill, però que ell no usà mai.
Quan el cabdill britànic Caratac va ser finalment capturat, l'any 50, Claudi li va atorgar clemència i, així, va poder passar la resta de la seva vida en una finca proporcionada per l'estat romà. Aquesta inusual clemència, segurament, va calmar l'oposició dels britànics a la conquesta romana.
Segons el cens ordenat per Claudi l'any 48, hi havia 5.984.072 de ciutadans romans; aquesta xifra representava un increment d'un milió de ciutadans d'ençà del cens dut a terme a la mort d'August, esdevinguda l'any 14. Aquest augment es devia a la política de Claudi de fundar colònies romanes, als habitants de les quals se'ls concedia la ciutadania. Aquestes colònies s'establien en antigues poblacions on hi havia unes elits favorables a Roma, com també en províncies noves o a les fronteres de l'imperi per tal de protegir les posicions romanes.

### Les qüestions legislatives i judicials

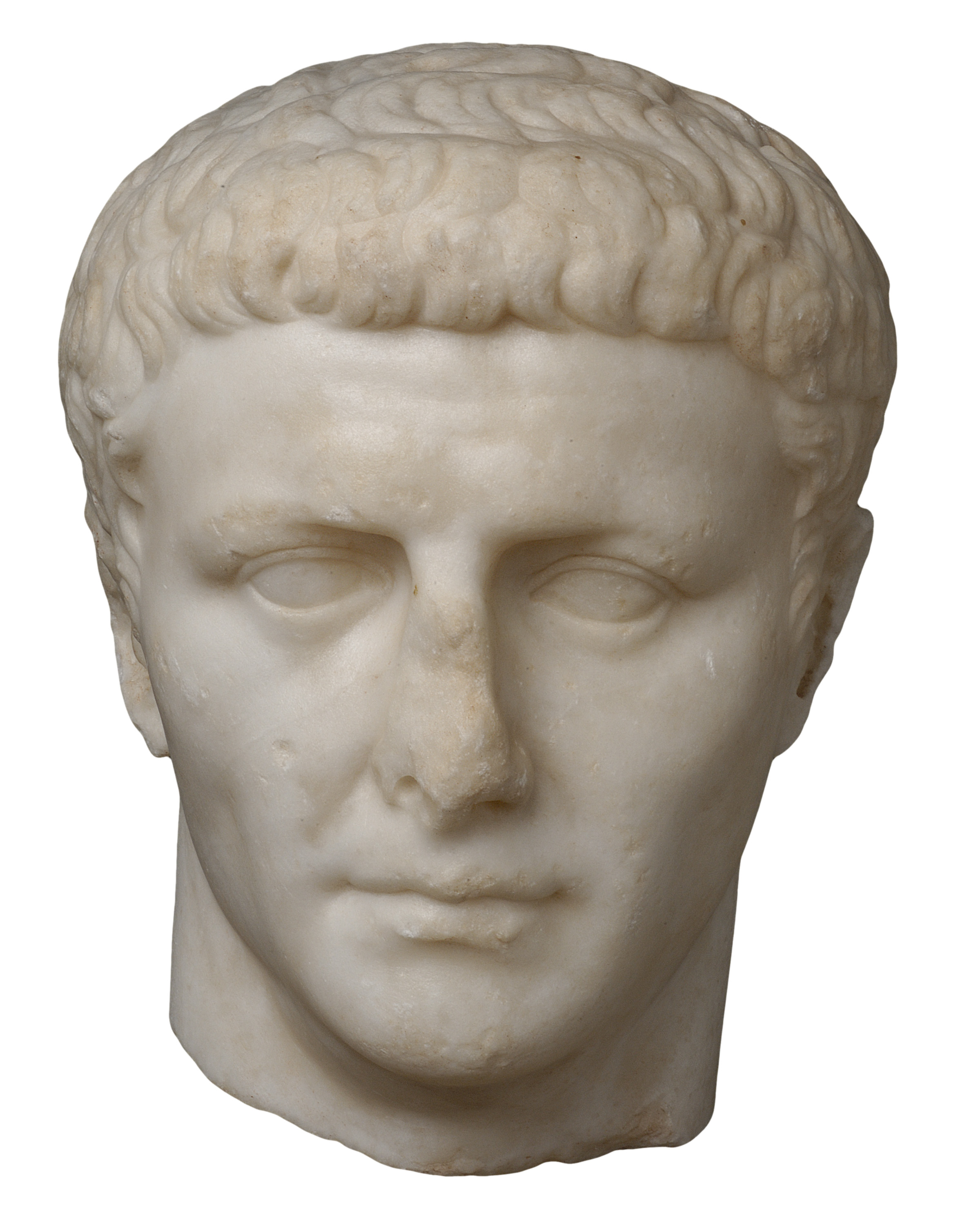
Retrat de Claudi al Museu Nacional Arqueològic de Tarragona

Claudi va jutjar personalment molts dels casos dels tribunals, de la qual cosa es van queixar alguns historiadors antics afirmant que, sent com era una persona fàcilment influenciable, els seus judicis eren variables i, a vegades, no seguien pas la llei.
Si més no, Claudi va preocupar-se de fer rutllar el sistema processal; va allargar el període de sessions d'estiu i d'hivern escurçant els temps de descans intermedis, com també promulgà una llei obligant els pledejaires a estar-se dins de la ciutat mentre es duia a terme el judici, així com havien de fer-ho també els acusats. Aquestes mesures van agilitzar la maquinària judicial. L'edat mínima dels jurats s'elevà a vint-i-cinc anys, per tal de garantir-ne la maduresa i experiència.
En el seu tractament dels conflictes de les províncies, Claudi va alliberar per pròpia voluntat l'illa de Rodes del domini romà. A principis del seu regnat, després que a Alexandria esclatessin enfrontaments entre grecs i jueus, totes dues comunitats li van enviar ambaixades; la resposta de l'emperador fou la Carta als alexandrins, en què reafirmava els drets dels jueus però els prohibia immigrar massivament a la ciutat. Segons Flavi Josep, aleshores Claudi va reconèixer els drets dels jueus a tot arreu de l'imperi.
Molts dels que a Trento es deien ciutadans romans en realitat no ho eren pas; Claudi va reconèixer-los la ciutadania des del moment que revocar-los-la hauria causat encara més problemes. Ara bé, en casos individuals, l'emperador considerava un delicte capital fer-se passar per ciutadà, igual com condemnava a l'esclavitud aquells individus lliures que es fessin passar per cavallers.
Els nombrosos edictes de Claudi cobrien tota classe de qüestions, des de medicina fins a moral; dels dedicats a temes mèdics, en destaquen dos, l'un proposant el suc de teix com a cura de mossegades de serp i l'altre promovent la flatulència pública com a senyal de bona salut.
Un dels més famosos edictes de Claudi es referia als esclaus malalts; els propietaris acostumaven a abandonar els esclaus malalts al temple d'Asclepi, on els deixaven morir, però després els reclamaven si sobrevivien. L'emperador va establir que els esclaus abandonats al temple que sobrevisquessin havien de ser alliberats. Per altra banda, si un amo matava un dels seus esclaus en comptes de dur-lo al temple, llavors era acusat d'assassinat.

### Obres públiques

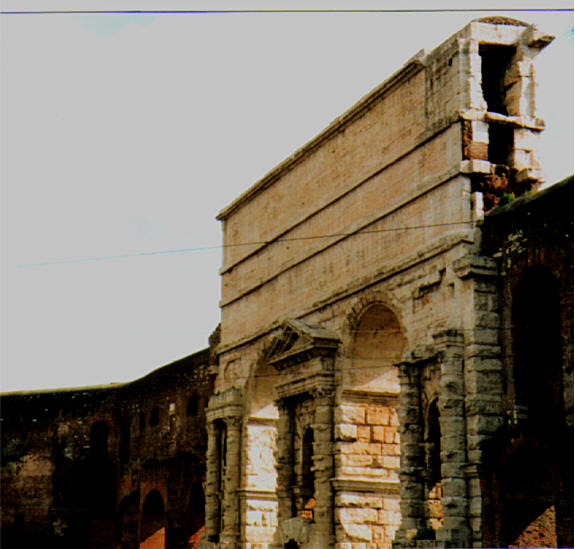
La porta Maggiore a Roma

Claudi va impulsar moltes obres públiques tant a Roma com a les províncies. Va fer construir dos aqüeductes: l'Aqua Claudia, començat durant el regnat de Calígula, i l'Anio Novus, els quals arribaren a Roma l'any 52 i es trobaren a la porta Maggiore. També feu restaurar l'aqüeducte Aqua Virgo.
L'emperador va concedir una atenció preferent als transports, per això es van construir carreteres i canals tant a Itàlia com a les províncies, entre els quals destaquen un canal que unia el Rin amb el mar com també una carretera entre Itàlia i Germània, projectes que havia iniciat el seu pare Drus. A la rodalia de Roma, va fer construir un canal navegable al Tíber que conduïa al nou port que havia fet construir al nord d'Òstia. Aquest port, construït amb dues grans pedres i un far, va reduir les inundacions a Roma.
El port d'Òstia era una part de la solució de Claudi als problemes d'escassetat de gra a l'hivern, després que s'acabés la temporada de navegació a Roma. L'altra fou assegurar els vaixells que s'arriscaven a navegar cap a Egipte fora de temporada; als seus mariners, els garantia especials privilegis, incloent-hi la ciutadania i l'exempció de la Lex Papia-Poppaea.
La darrera part del pla de Claudi va ser incrementar la superfície de terra de conreu a Itàlia, cosa que s'havia d'aconseguir drenant el llac Fucino; amb això, s'havia d'aconseguir, a més, fer navegable durant tot l'any el riu que hi havia a la vora. Es va començar a construir un túnel a través del llit del llac, però el pla va fracassar perquè el túnel no era pas prou llarg com per poder dur aigua i va esfondrar-se. Tot i així, aquest projecte va ser reconsiderat posteriorment en temps dels emperadors Trajà i Hadrià. Finalment, es va aconseguir al segle xix allargant el túnel de Claudi triplicant-ne la dimensió original.

### Claudi i el senat
Arran de les circumstàncies del seu accés al tron, Claudi va preocupar-se molt de complaure el senat. Durant les sessions regulars, l'emperador seia entre els senadors i parlava quan li tocava el torn. Quan proposava una llei, seia en un escó entre els cònsols en la seva posició com a tribú. Va refusar tots els títols dels seus predecessors, incloent-hi el d'Imperator, al principi del seu regnat, estimant-se més de guanyar-los degudament. Va permetre al senat d'encunyar les seves monedes de bronze, per primera vegada des del temps d'August. Per altra banda, va concedir al senat el control de les províncies imperials de Macedònia i Grècia.
D'altra banda, Claudi va reformar el senat per fer-lo més eficient i més representatiu. Va criticar la reluctància dels senadors a discutir propostes introduïdes per l'emperador.
L'any 47, Claudi va assumir el càrrec de censor juntament amb Luci Vitel·li, a qui s'havia permès d'absentar-se durant un temps. Va suprimir els noms de molts senadors i cavallers que no reunien els requisits necessaris per a la seva funció; però, en una mostra de respecte, els va permetre dimitir abans. Al mateix temps, va permetre l'entrada de provincians al senat. La tauleta de Lió conserva el seu discurs sobre l'admissió de senadors gals, en el qual s'adreça respectuosament al senat però criticant-li el seu menyspreu per a aquests senadors. A més, seguint els precedents de Luci Juni Brut i Juli Cèsar, va incrementar el nombre de patricis afegint noves famílies al conjunt de llinatges nobles.
Malgrat tot, molts senadors van continuar sent hostils a Claudi i s'ordiren complots per assassinar-lo. A conseqüència d'aquesta hostilitat, Claudi va reduir el poder i les atribucions del senat; per això, després de la construcció del port, l'administració d'Òstia va ser encarregada a un procurador imperial. L'administració de moltes qüestions financeres de l'imperi va ser encarregada a funcionaris imperials i a lliberts, als quals es va acusar d'influir excessivament en l'emperador.
Sota l'acusació d'haver conspirat, Claudi condemnà a mort bastants senadors. Appi Juni Silà va ser executat a principis del regnat de Claudi sota circumstàncies força qüestionables. Poc després, va esclatar una gran rebel·lió dirigida pel senador Anni Vinicià i pel governador de la Dalmàcia Escribonià, amb el suport d'uns quants senadors. Al final, el complot va fracassar arran de l'actitud reluctant de les tropes d'Escribonià, cosa que va dur al suïcidi dels principals conspiradors. Hi hagué altres conspiracions senatorials.
Pompeu Magne, gendre de Claudi, va ser executat per conspirador juntament amb el seu pare Marc Licini Cras Frugi. Un altre complot va implicar els consulars Luci Saturní, Corneli Llop i Pompeu Pet. L'any 46, Asini Gal, net de Gai Asini Pol·lió, i Estatili Corví, van ser enviats a l'exili arran d'un complot en què estaven implicats fins i tot alguns dels lliberts de Claudi.
Valeri Asiàtic va ser executat sense judici per raons desconegudes; segons les fonts antigues, va ser acusat falsament d'adulteri i Claudi, caient en l'engany, va condemnar-lo. Tanmateix, l'emperador assenyalà especialment la condemna a Asiàtic en el seu discurs sobre els gals, que data d'un any després, la qual cosa suggereix que el càrrec devia haver estat una cosa molt més seriosa. Asiàtic havia estat un pretendent al tron durant el moment de caos que seguí a l'assassinat de Calígula, com també havia exercit el càrrec de cònsol juntament amb Estatili Corví.
Segons Suetoni, un total de trenta-cinc senadors i de tres-cents cavallers van ser executats durant el regnat de Claudi, la qual cosa, òbviament, no va afavorir pas les relacions entre l'emperador i el senat.

### Centralització del poder
Claudi va ser el primer emperador a nomenar lliberts, és a dir, antics esclaus alliberats, com a funcionaris. Això ho va fer tant per la mala relació que mantenia amb el senat com també perquè considerava indigne que persones nascudes lliures haguessin de servir-lo com si no fossin iguals seus. El poder i atribucions dels lliberts va créixer a mesura que Claudi anava centralitzant l'administració de l'imperi en les seves mans.
L'administració va ser dividida en oficines, cadascuna de les quals sota la direcció d'un llibert. Els principals lliberts al servei de Claudi en la burocràcia imperial eren:
- Tiberi Claudi Narcís, secretari de la correspondència
- Pal·lant, secretari del Tresor
- Cal·list, a qui es podria considerar una mena de fiscal general de l'imperi
- Polibi, dirigent d'una oficina d'afers diversos, que va acabar sent executat per traïció

Els lliberts podien parlar oficialment en nom de l'emperador, com ara quan Narcís va parlar en lloc de Claudi a les tropes abans de sortir cap a la conquesta de Britànnia. Els senadors se sentien molt molestos pel fet que antics esclaus esdevinguessin figures tan importants en el govern de l'imperi. Com que controlaven els diners, les cartes i el dret, no semblava gaire difícil als lliberts manipular l'emperador, tal com els acusaren de fer-ho alguns testimonis de l'època, tot i admetre, però, la lleialtat dels lliberts envers Claudi, ja que si se'n sospitava traïció l'emperador podia condemnar-los a mort tal com feu amb Polibi. L'ascens i caiguda dels lliberts no va canviar pas el sentit de la política de Claudi, una prova, doncs, que era ell qui en tenia el control.
Els lliberts aprofitaren la seva posició per a enriquir-se; per això, Plini el Vell assegura que n'hi havia de més rics que Cras, l'home més ric dels temps de la República Romana.

### Reformes religioses
Sent com era l'autor d'un tractat sobre les reformes religioses d'August, Claudi va considerar-se en bona posició per fer reformes pel seu compte; per altra banda, tenia uns criteris molt clars sobre com havia de funcionar la religió de l'estat. Va rebutjar la petició que li adreçaren els grecs d'Alexandria de dedicar un temple a la seva divinitat, ja que, com va dir-los, només els déus poden designar nous déus.
Va restablir antigues festivitats i va anul·lar les celebracions estranyes introduïdes per Calígula; restaurà antics cultes amb el seu llenguatge arcaic. Es mostrava contrari a la proliferació a Roma de cultes mistèrics orientals i volia establir l'observança dels cultes típicament romans; va fomentar els misteris eleusins, que s'havien practicat àmpliament en temps de la república. En aplicació d'aquesta política, Claudi va expulsar els astròlegs estrangers i rehabilità els antics endevins romans dits arúspexs. L'emperador era contrari al proselitisme religiós, fins i tot de religions que ell tolerava, d'ací que expulsés els cristians de Roma.
Les reformes religioses de l'emperador deurien donar resultat perquè fins i tot Sèneca, autor d'Apocolocyntosis divi Claudii, en què escarnia la veu i la imatge de Claudi, les va elogiar fent aparèixer en la seva sàtira un antic déu llatí que el defensava.
Claudi va celebrar els Jocs Seculars per celebrar els vuit-cents anys de la fundació de Roma. August havia celebrat Jocs Seculars menys de cent anys abans, donant l'excusa que l'interval era no pas de cent anys sinó de cent deu, però ni tan sols així havia quedat justificada la seva data.

### Mort i divinització

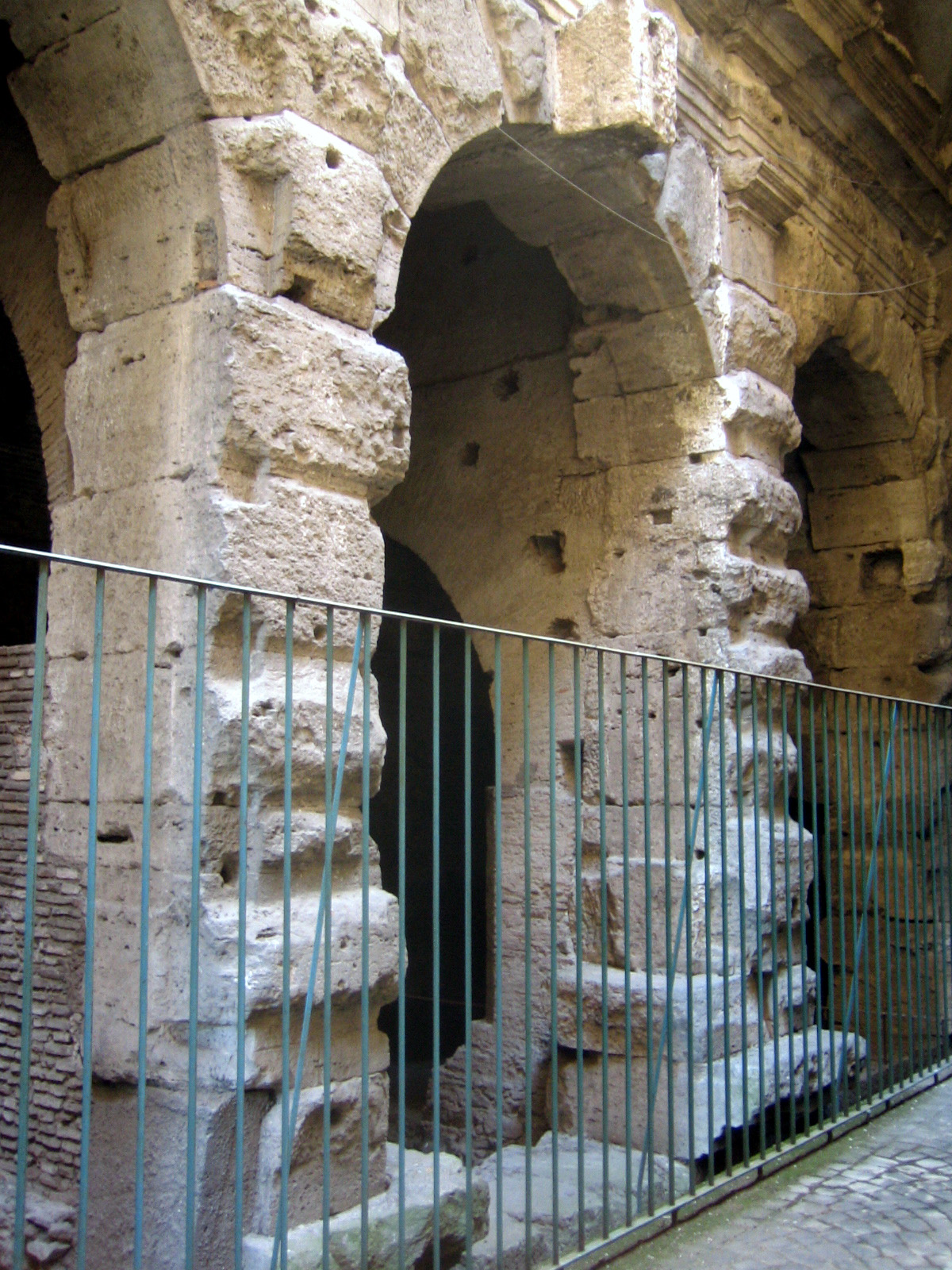
Vestigis del temple de Claudi

Segons s'accepta generalment, Claudi va ser assassinat amb verí, segurament mitjançant bolets tòxics, el dia 13 d'octubre de l'any 54.
L'assassinat era fruit d'una conspiració ordida per Agripina: com que Britànic s'estava acostant a la majoria d'edat, ja no hi havia necessitat de mantenir Neró com a hereu de la corona en el cas que Claudi morís; per tant, l'emperador va començar a considerar la possibilitat de divorciar-se'n. Aleshores, Agripina va decidir actuar per fer pujar Neró al tron.
Poc després de la seva mort, el senat divinitzà Claudi, segurament a instàncies de la mateixa Agripina, una prova, doncs, que Claudi no era pas un emperador odiat, ja que, altrament, a Agripina, li hauria resultat perjudicial demanar-ne la deïficació. Posteriorment, Neró va revocar la divinitat de Claudi, la qual va ser restablerta per l'emperador Vespasià. Aquest, en temps de Claudi, havia servit com a general en la campanya de Britànnia.

## Vida privada

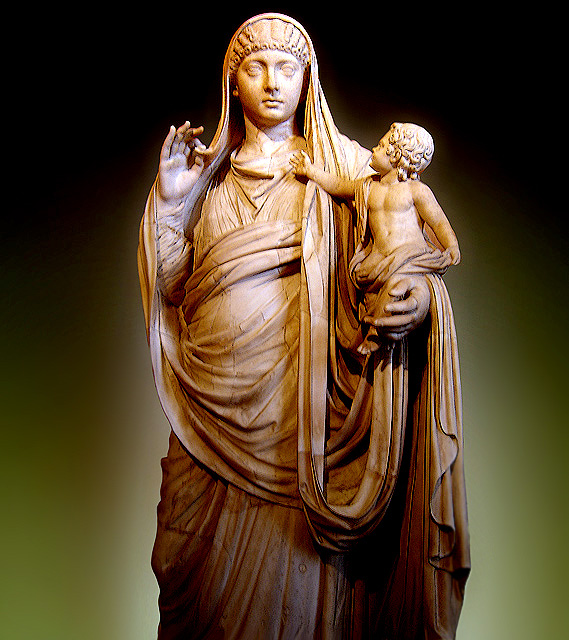
Valèria Messal·lina amb Britànic

### Personalitat
Els historiadors antics descriuen Claudi com un home amb sentit de l'humor que a vegades es barrejava amb la plebs, però també com a sanguinari, cruel i molt fàcil de fer enrabiar. Segons ells, també era confiat en excés i fàcilment manipulable per les seves esposes i lliberts. Alhora, el descriuen com a paranoic i apàtic, avorrit i confús. Per altra banda, altres obres descriuen Claudi com un home culte -era historiador-, un administrador conscient amb molt de sentit de la justícia.
D'ençà que al segle xx fou descoberta la seva Carta als alexandrins, s'han escrit moltes obres per rehabilitar Claudi i estudiar on es troba la veritat sobre la seva persona.

### Matrimonis
Claudi va casar-se quatre vegades. El seu primer matrimoni, amb Plàucia Urgulanil·la, parenta d'Urgulània, confident de Lívia, va tenir lloc després de dos intents fallits, un dels quals a causa de la mort de la núvia.

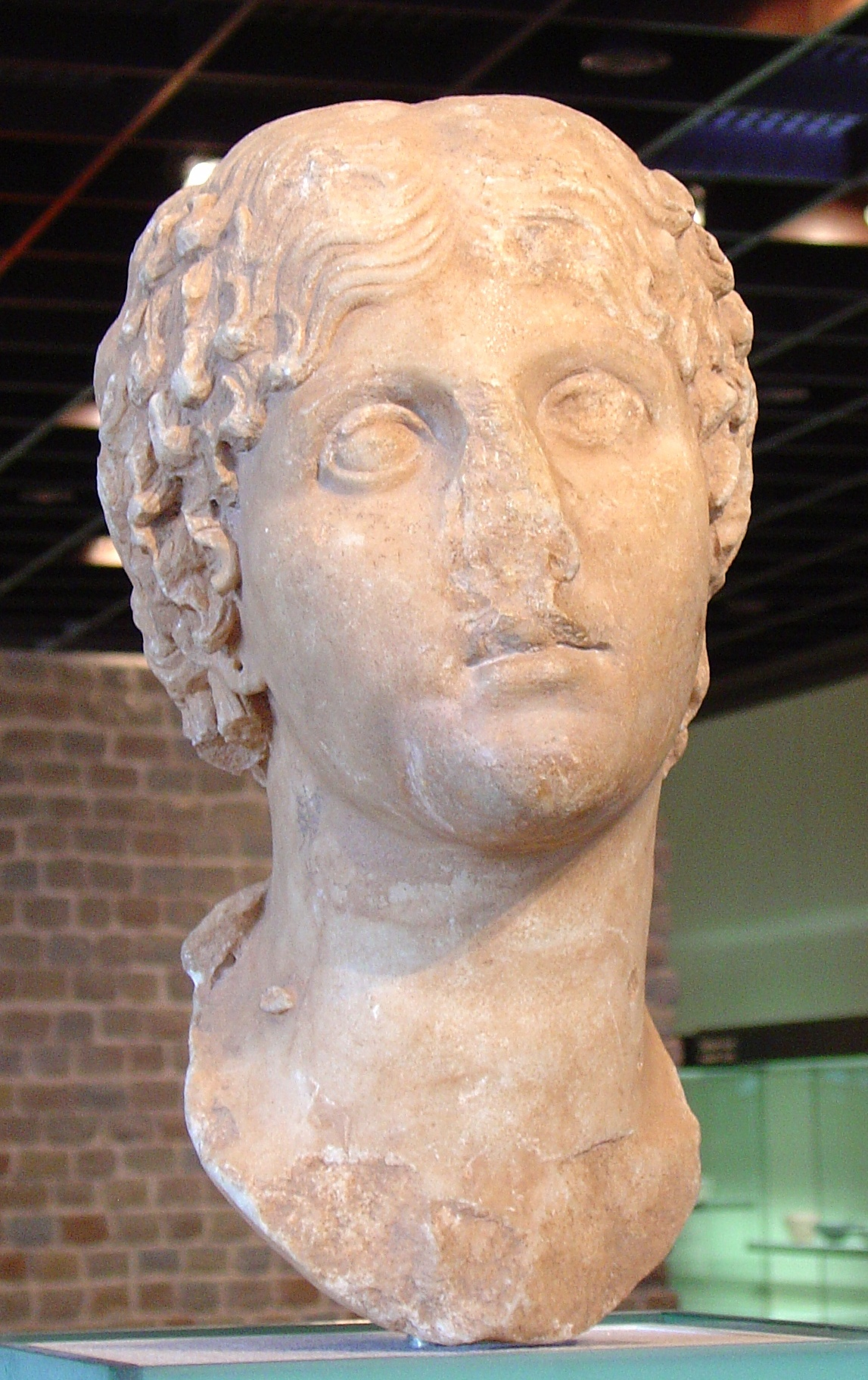
Agripina, neboda i quarta muller Claudi

Amb Urgulanil·la va tenir un fill anomenat Claudi Drus, que va morir asfixiat en l'adolescència, poc després d'haver-se promès amb la filla de Sejà. Claudi va divorciar-se d'Urgulanil·la acusant-la d'adulteri i sota la sospita que ella havia assassinat la seva cunyada Apronia; després del divorci, Urgulanil·la va tenir una criatura -una nena anomenada Clàudia- que Claudi va repudiar, ja que el pare de la criatura era un dels seus lliberts.
Poc després, potser l'any 28, Claudi va casar-se amb Èlia Petina, pertanyent al cercle de Sejà. Van tenir una filla anomenada Antònia. Claudi va divorciar-se'n quan aquest matrimoni li va significar un problema polític.
L'any 38 o 39, Claudi va contraure matrimoni amb Valèria Messalina, molt vinculada a l'entorn de Calígula; d'aquest matrimoni nasqueren Clàudia Octàvia i Tiberi Claudi Germànic, conegut posteriorment com a Britànic. Segons expliquen els cronistes de l'època, Messalina era sovint infidel al seu marit, fins al punt d'arribar a competir amb una prostituta i, a més, manipulà Claudi per fer fortuna.
L'any 48, Messalina va casar-se amb el seu amant Gai Sili en una cerimònia pública celebrada mentre Claudi era a Òstia. No és pas segur que, prèviament, ella s'hagués divorciat de l'emperador ni que la seva intenció fos situar Sili al tron. Segons Scramuzza, potser Sili va convèncer Messalina que Claudi estava acabat i que casar-se amb ell era la seva única manera de conservar la seva posició social. En opinió de Tàcit, la seva feina com a censor no li va deixar a Claudi adonar-se de la relació entre Messalina i Sili fins que ja va ser massa tard. En reacció a tot l'afer, Claudi va fer executar Sili, Messalina i moltes persones del seu cercle. L'emperador va arribar a l'extrem de fer prometre als pretorians que el matessin si es tornava a casar.
Malgrat tot, Claudi va tornar-se a casar aconsellat pels seus lliberts que li presentaren tres candidates: Lòl·lia Paulina, l'antiga muller de Calígula, la seva segona esposa Èlia Petina i la seva neboda Agripina, que acabà sent l'elegida. En aquesta decisió, hi deuria pesar una raó política: després de la conjura de Sili i Messalina, Claudi va adonar-se que la seva posició era feble perquè ell pertanyia a la gens Clàudia però no pas a la Júlia; per altra banda, no tenia cap hereu adult, ja que Britànic era encara una criatura. Agripina era un dels pocs descendents d'August que quedaven i el seu fill Luci Domici Enobarb, conegut posteriorment com a Neró, era un dels darrers homes de la família imperial.
El senat deuria voler la celebració d'aquest matrimoni per posar fi als enfrontaments entre les famílies Júlia i Clàudia, que es remuntaven a les actuacions de la mare d'Agripina contra Tiberi, després de la mort del seu marit Germànic, germà de Claudi. Després d'haver-se casat amb Agripina, Claudi adoptà Neró com a fill seu.
Neró va ser nomenat hereu juntament amb Britànic, que era menor d'edat; a més, es decidí el seu matrimoni amb Octàvia, cosa que accentuava la seva posició dins la família imperial. Aquesta decisió tenia els seus precedents: August havia nomenat conjuntament hereus el seu net Pòstum Agripa i el seu fillastre Tiberi, cosa que aquest també va fer amb el seu renebot Calígula i el seu net Tiberi Bessó. L'adopció d'adults o gairebé adults era una pràctica habitual a Roma quan no hi havia un hereu natural disponible, tal com era el cas sent Britànic menor d'edat.

## Llegat i en la cultura

### La seva obra erudita
Com que a causa dels seus defectes físics va quedar apartat de les carreres militar i política, Claudi va dedicar gran part de la seva vida a l'escriptura de llibres d'història i de treballs d'investigació erudita.
Segons assenyala Arnaldo Momigliano, durant el regnat de Tiberi va esdevenir políticament incorrecte parlar de la República romana. La tendència entre els historiadors de l'època era, doncs, dedicar-se a escriure sobre l'imperi o sobre antiguitats de temps remots. Claudi va ser un dels pocs historiadors que va dedicar-se tant a un tema com a l'altre.
Després de la història del regnat d'August, que tants problemes li va causar, les seves obres principals van ser una història dels etruscs i una història de Cartago en vuit volums, com també un diccionari etrusc i un llibre sobre el joc de daus.
Malgrat que s'evités parlar de l'època republicana, Claudi va escriure una defensa de Ciceró contra les acusacions que li havia fet Asini Pol·lió. En aquesta obra, s'hi han basat molts historiadors actuals per intentar comprendre les idees polítiques de Claudi i per intentar esbrinar què deuria explicar en la seva història de les guerres civils.

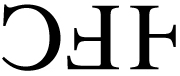
Les lletres clàudies

Claudi va proposar una reforma de l'alfabet llatí afegint-hi tres lletres noves, dites lletres clàudies, dues de les quals havien de representar els sons de la u i la i consonàntiques. Va instituir el canvi oficialment en la seva època de censor, però el canvi no li va sobreviure pas.
Finalment, Claudi va escriure una autobiografia en vuit volums, que Suetoni considerà mancada de gust perquè, com molts altres membres de la seva nissaga, Claudi hi criticava durament els seus predecessors i familiars.
Dissortadament, cap de les obres de Claudi no ha arribat fins a nosaltres; en coneixem l'existència perquè, algunes, van servir de font a historiadors antics que escrigueren sobre la dinastia julioclàudia, com ho feu Suetoni, que cita l'autobiografia de Claudi en una ocasió. Tàcit usà els arguments mateixos de Claudi per a referir-se a la seva reforma de l'alfabet i, segurament, l'usà com a font per a alguns passatges dels seus Annals. Claudi és també la font que usà Plini el Vell en molts llibres de la seva Història natural.
La influència de la seva feina com a historiador en la seva actuació política resulta evident. En el seu discurs als senadors gals, Claudi usa la mateixa història de la fundació de Roma que Titus Livi; algunes de les obres públiques dutes a terme durant el seu regnat es basen en plans esbossats per Juli Cèsar, a qui, segons Levick, Claudi va voler emular durant el seu regnat. Quan exercí el càrrec de censor, moltes de les seves mesures es basaven en algunes de proposades per avantpassats seus com ara Appi Claudi Cec, que va usar el seu càrrec de censor per a introduir la lletra r a l'alfabet, cosa que ell va intentar fer amb les seves tres lletres; per altra banda, Claudi va restablir moltes polítiques dels temps republicans, sobretot en qüestions religioses.

### Claudi en la ficció
Claudi és el protagonista dels llibres Jo, Claudi i Claudi el déu i la seva esposa Messal·lina de Robert Graves, escrites en primera persona com si fossin obra realment de Claudi. Fins i tot, al principi, apareix Claudi assistint a un oracle que li profetitza la descoberta dels seus llibres d'ací a mil nou-cents anys.
Aquestes dues obres de Robert Graves són conegudes gràcies a l'adaptació televisiva que va fer-ne la BBC el 1976, en la qual Derek Jacobi interpretava el paper de Claudi.
El 1937, va haver-hi un intent fallit d'adaptar Jo, Claudi al cinema projectat per Josef von Sternberg, en què el paper protagonista l'hauria hagut d'interpretar Charles Laughton. La pel·lícula no es va poder rodar a causa d'un greu accident patit per l'actriu Merle Oberon. Els fragments que es van rodar foren mostrats el 1965 en el documental The Epic that never was i serviren per a descobrir una de les més reeixides interpretacions de l'actor britànic.